# Justicia bremekampii
Justicia bremekampii är en akantusväxtart som beskrevs av V.A.W. Graham. Justicia bremekampii ingår i släktet Justicia och familjen akantusväxter. Inga underarter finns listade i Catalogue of Life.